# Bocadillo de calamares

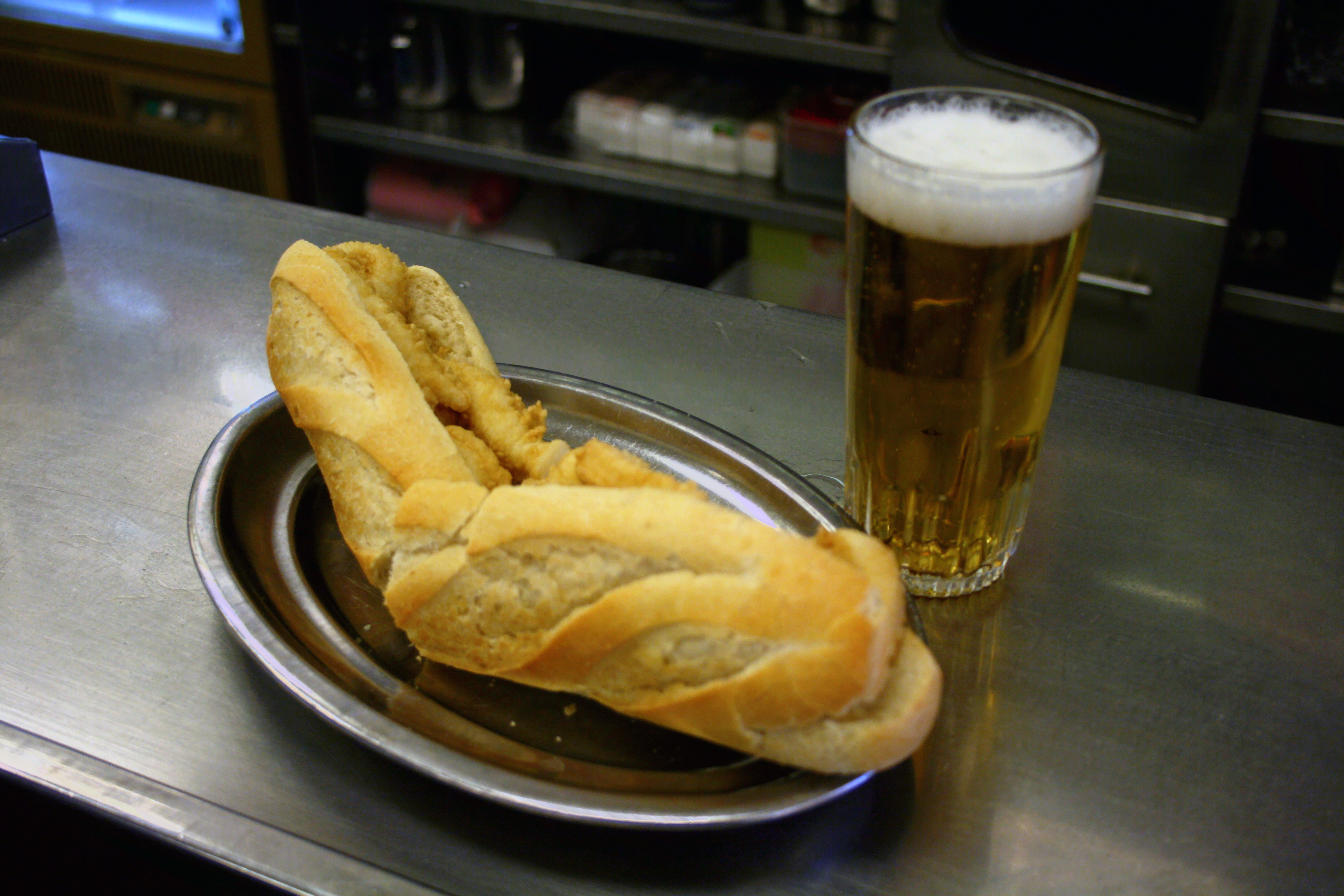
Bocadillo de calamares en baguette acompañado de una caña (vaso de cerveza).

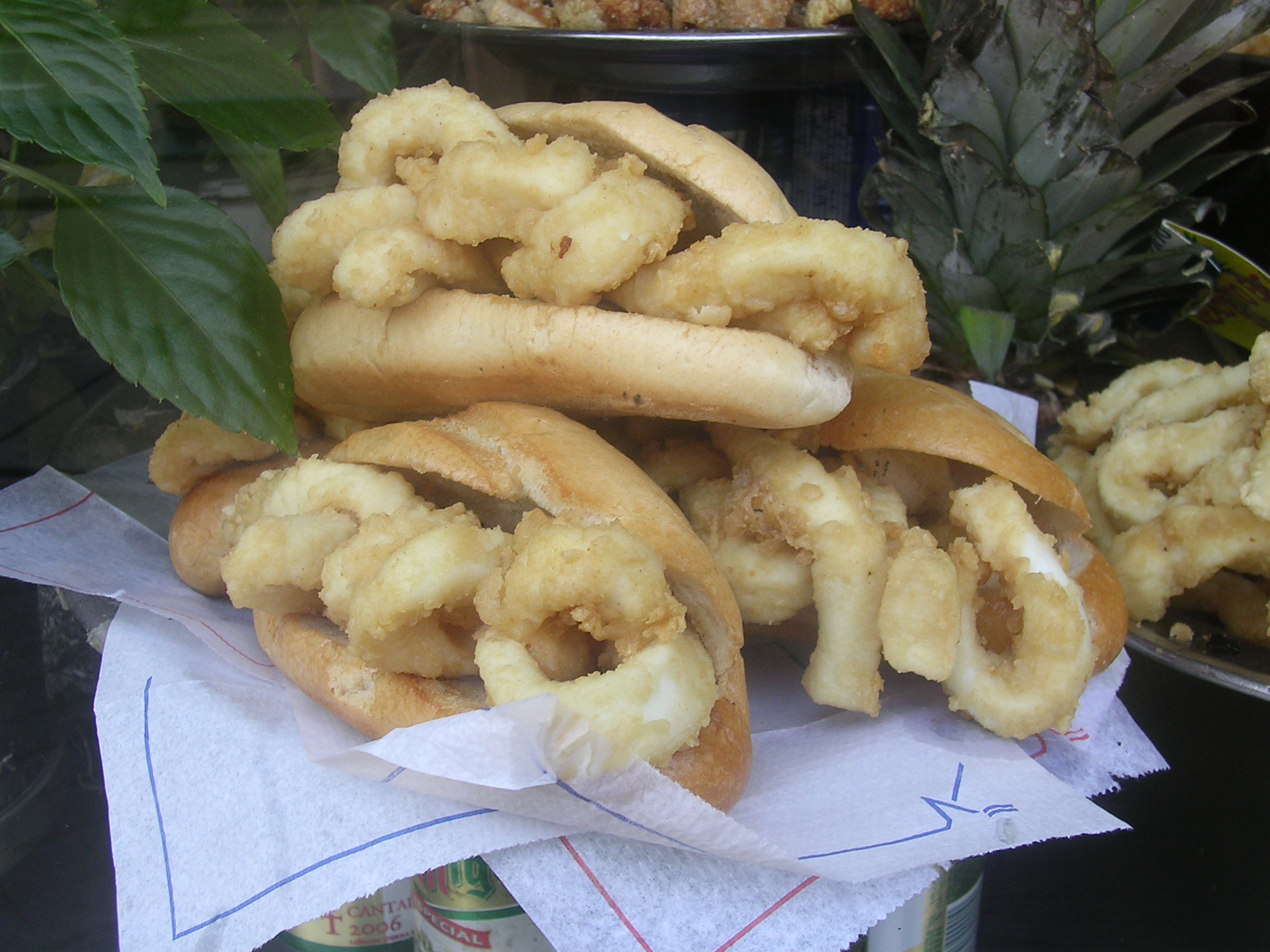
Bocadillo de calamares.

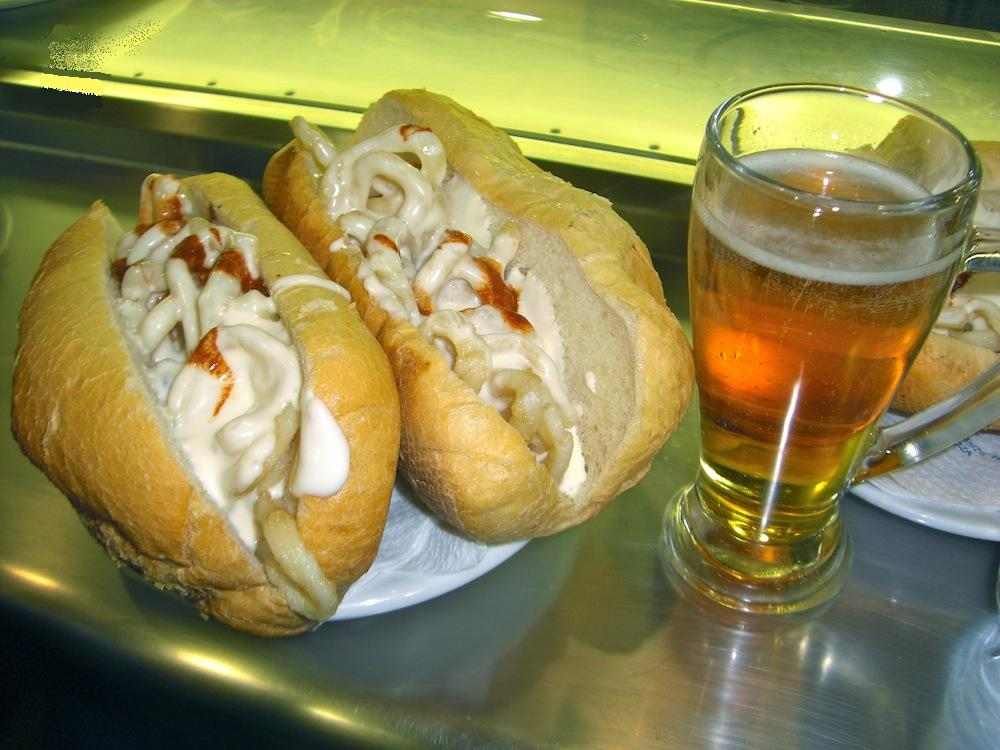
Bocadillos de calamares bravos en Zaragoza acompañados de una caña

El bocadillo de calamares o bocata de calamares es una especialidad culinaria muy frecuente en España consistente en calamares rebozados en harina y fritos en aceite que suele ser de oliva, o bien la versión más sofisticada que es todo lo anterior más una salsa de tomate picante y mayonesa con ajo similar a la de las patatas bravas. Se suele servir caliente, recién hecho. Este tipo de bocadillo es originario y muy popular en Madrid y puede encontrarse en la mayoría de los bares de la capital española, siendo muy típico de la plaza Mayor de Madrid y uno de los olores característicos de dicha plaza. En Zaragoza es tradicional la versión sofisticada del bocadillo de calamares, con la salsa picante (tomate, mayonesa y ajo), y se le denomina bocadillo de calamares bravos, que se sirve en todos los bares de la calle Cinco de marzo.

## Preparación
Se suele cortar los calamares en rodajas con forma de anillo de un centímetro de grosor, y se rebozan con harina y levadura química. Tras esta preparación inicial se fríen en aceite hirviendo ligeramente hasta que queden dorados. En Zaragoza se le añadiría la salsa a base de tomate picante, mayonesa y ajo. Por otra parte se suele rebanar el pan. Era costumbre servirse con un pan lleno de miga. Recientemente se suelen usar las baguettes elaboradas en el propio establecimiento a partir de pasta previamente congelada que generalmente se suele cortar por un lado dándole en cada local un toque característico.

## Servicio
A veces se le añade al plato de calamar frito un poco de limón exprimido para dar sabor, y también es común agregarle mayonesa. Se suele acompañar con una caña de cerveza muy fría. Los calamares suelen ser servidos en un pan que se abre sólo en un lado y se rellena con las piezas fritas.

## Variantes
El bocadillo de rabas es muy popular en el norte de España, donde las costas proporcionan el calamar fresco. La forma de preparación es similar a la versión madrileña y pueden encontrarse en diversos bares y restaurantes de Cantabria, así como del País Vasco. En Madrid, existen hasta "Rutas del Bocadillo de Calamares" que permiten descubrir variantes del bocadillo. Otras variantes incluye pimientos o cebollas en el interior del bocadillo de calamares.

## Historia
José Corral en  Ayer y hoy de la gastronomía madrileña  apunta a un origen andaluz en la creación del bocadillo a mediados del siglo XIX:  “fue en ese momento cuando Madrid se llena de colmaos flamencos y tabernas gitanas, con sus vinos generosos, con sus pescaítos fritos, con las gracias ligeras y apetitosas de la cocina andaluza, y la moda caló en Madrid y hondamente, llegando con fuerza hasta la crisis de la primera guerra europea. Después va decayendo, perdiendo establecimientos uno a uno, entristeciéndose en el silencio de la soledad los viejos colmados...” 
Según el gastrónomo Carlos Sotos: -“Los primeros restaurantes que se pueden considerar como tales no llegan hasta el siglo XX y lo habitual en las casas nobles y burguesas capitalinas era gozar de un servicio de casa, en la mayor parte compuesto por emigrantes gallegas y asturianas y de otras regiones de España más próximas a las costas, que recibían productos de ellas y estaban acostumbradas a su elaboración ”-. Son esas cocineras -" usando el calamar, producto sin espinas y con poca merma" las que crean la receta.
De lo que hay plena constancia es que el "boom" del bocadillo de calamares se inicia en los años 60 del siglo XX donde el bar El Brillante creó marca y se popularizó por toda la capital y no solo en las tabernas del centro.

## En la literatura
En la novela de Jose Gil Romero y Goretti Irisarri  Caen estrellas Fugaces , situada en 1859, uno de los personajes, el comisario Granada, inventa el bocadillo de calamares para dar poder llevarle comida a sus hombres, que están haciendo un registro en las proximidades de una taberna.